# 853
853 је била проста година.

## Догађаји
- Википедија:Непознат датум — Владавина династије Абасида у Багдаду.

- 22. мај – Византијска флота (85 бродова и 5.000 људи) пљачка и уништава лучки град Дамијету, који се налази на делти Нила у Египту. Заробљена је велика количина оружја и залиха намењених Критском емирату.
- Српско-Бугарски рат (853) Српску војску предводили су кнез Мутимир и његова два брата, који су победили Бугаре, заузевши Владимира и 12 бојара. Борис I и Мутимир су се договорили о миру, а Мутимир је своје синове Прибислава и Стефана послао на границу да испрате заробљенике.
- Дански Викинзи покушавају да покоре Куронце на обали Балтичког мора, али су одбијени. Краљ Олоф предводи шведске Викинге у знак одмазде и напада градове Зебург и Апуоле (данашња Курландија).
- Викиншки пљачкаши у Галији плове источно од Нанта без отпора и стижу до Тура. Манастири у Сен Флоран ле Вијеју и Мармутјеу су опустошени.
- Краљ Карло Ћелави подмићује Бориса I, владара (кана) Бугарског царства, да склопи савез против свог брата Луја Немачкок, са Растиславом од Моравске.
- Краљ Бургред од Мерсије апелује на Етелвулфа, краља Западних Саксонаца, за помоћ против побуњеног велшког краља Родрија Великог. Етелвулф пристаје да пошаље помоћ, а Велс је покорен све до Англсија на северу.
- Цркву Фрауминстер у Цириху (данашња Швајцарска) основао је краљ Луј Немачки.